# Egvonne
L'Egvonne est une rivière française, de 24,2 km de long, affluent en rive droite du Loir, qui conflue avec lui à Cloyes-sur-le-Loir, et donc un sous-affluent de la Loire.
Elle traverse la partie nord-orientale du département de Loir-et-Cher et, sur seulement 4 km, l'extrême sud du département d'Eure-et-Loir.

## Géographie
L'Egvonne prend sa source dans le Perche vendômois, dans la commune de La Fontenelle. D'emblée, la rivière suit une direction constante sud-est jusqu'à la commune de Villebout, où le cours s'incline légèrement vers le nord-est, jusqu'à sa confluence avec le Loir.

## Communes traversées

### En Loir-et-Cher
- La Fontenelle
- Droué
- Bouffry
- Ruan-sur-Egvonne
- Fontaine-Raoul
- Villebout

### en Eure-et-Loir
- Cloyes-sur-le-Loir